# Rayners Lane (London Underground)

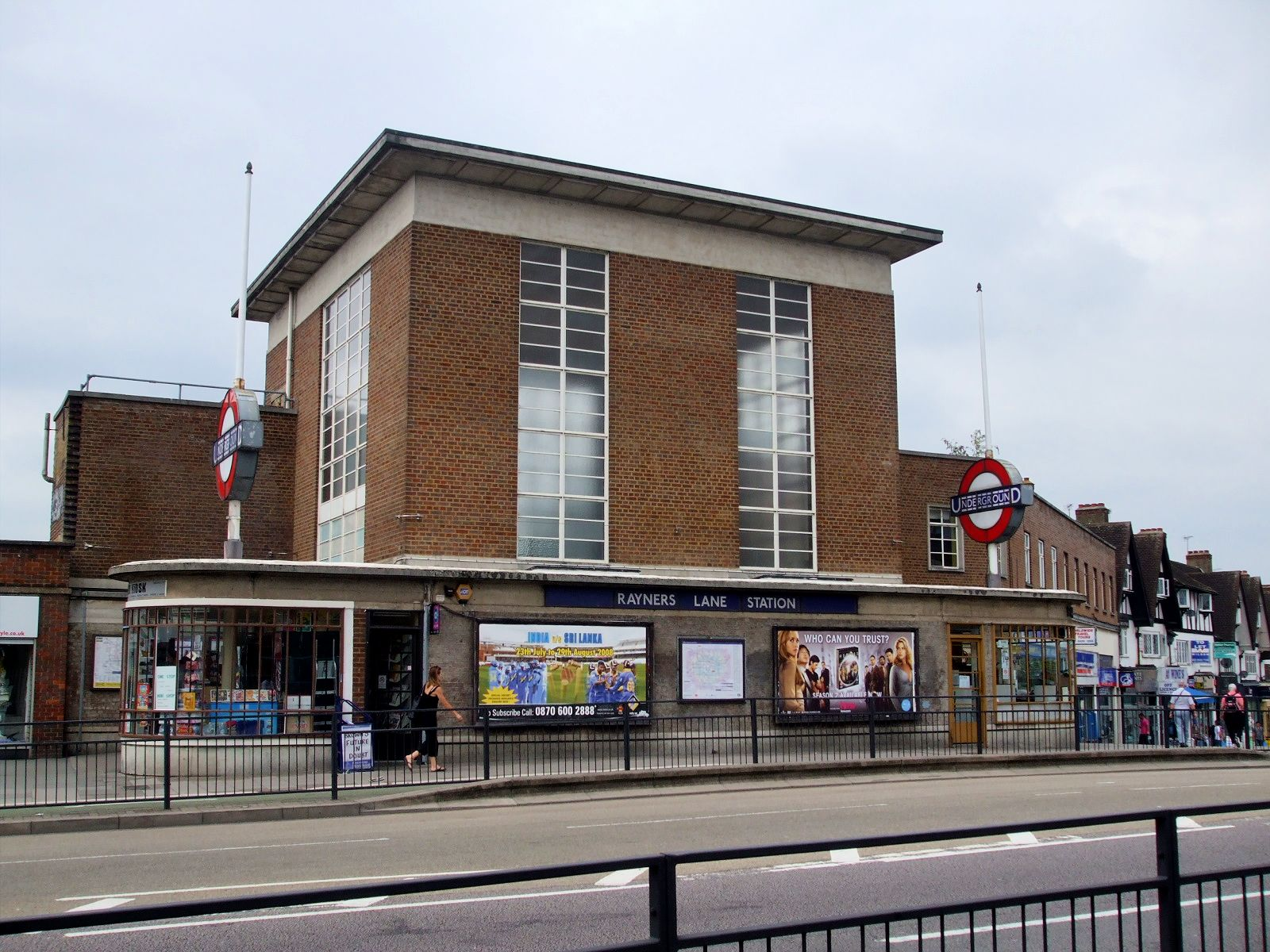
Stationsgebäude

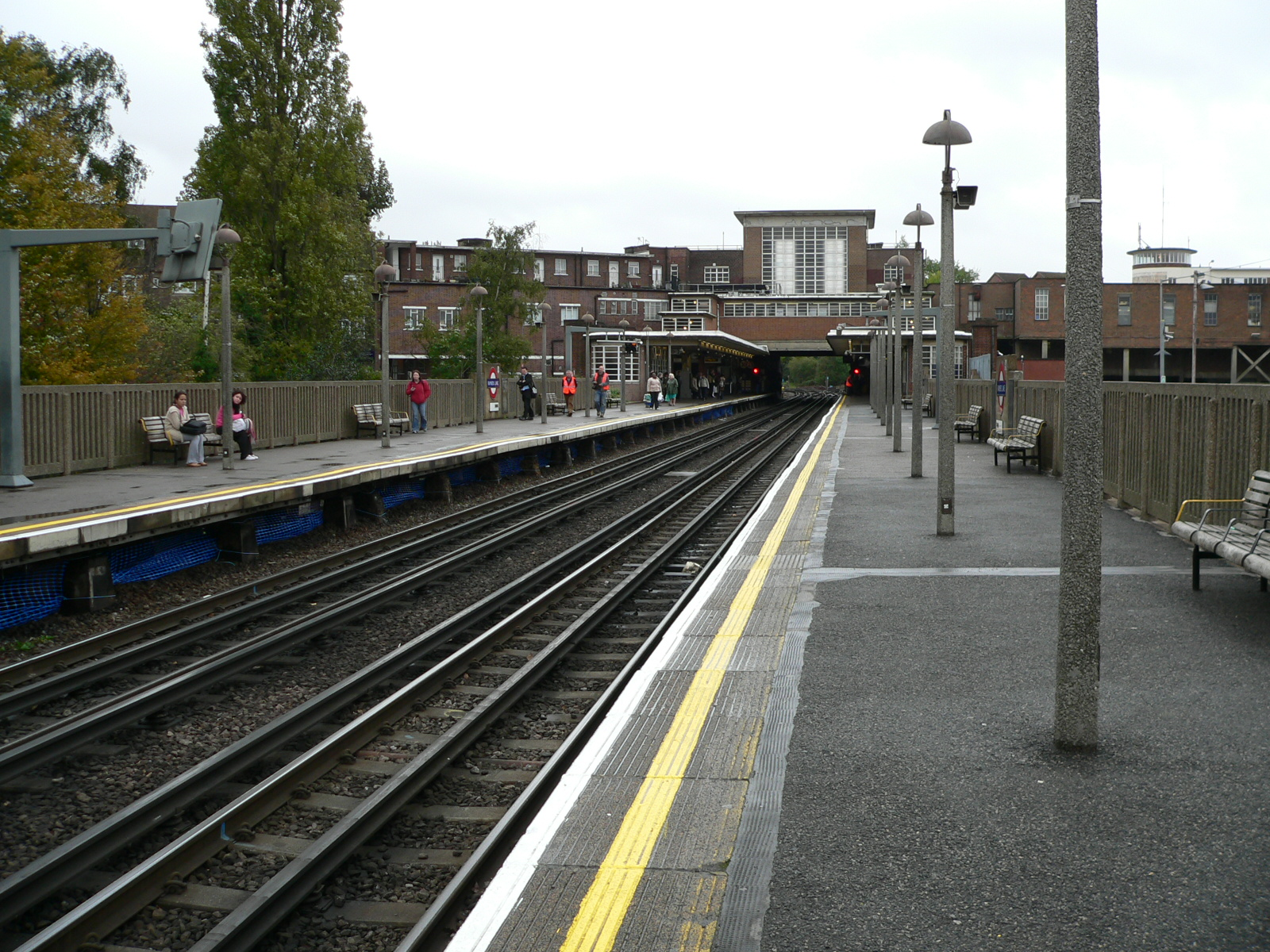
Bahnsteige

Rayners Lane ist eine oberirdische Station der London Underground im Stadtbezirk London Borough of Harrow. Sie liegt in der Travelcard-Tarifzone 5, an der Kreuzung von Rayners Lane, Alexandra Avenue und Imperial Drive. Die von der Metropolitan Line und der Piccadilly Line bediente Station wurde im Jahr 2013 von 4,08 Millionen Fahrgästen genutzt.
Die Metropolitan Railway (Vorgängergesellschaft der Metropolitan Line) eröffnete am 4. Juli 1904 die Strecke zwischen Harrow-on-the-Hill und Uxbridge. Zunächst wurden die Züge von Dampflokomotiven gezogen; dies entfiel mit der Aufnahme des elektrischen Betriebs am 1. Januar 1905. Mehr als zwei Jahre lang fuhren die Züge an dieser Stelle ohne Halt durch, aufgrund der noch geringen Dichte der Bebauung wurde die Station erst nachträglich gebaut und schließlich am 26. Mai 1906 eröffnet.
Am 1. März 1910 erfolgte die Eröffnung der Strecke von South Harrow her, wodurch es nun auch Zügen der Metropolitan District Railway (heutige District Line) möglich war, bis nach Uxbridge zu fahren. Die Piccadilly Line ersetzte die District Line am 23. Oktober 1933. 1938 wurde das Stationsgebäude nach einem Entwurf von Charles Holden vollständig neu errichtet. Wie die übrigen Gebäude dieser Epoche wird es von einer würfelförmigen Schalterhalle aus Ziegelsteinen und Glas sowie von strengen geometrischen Formen geprägt. Es steht seit 1994 unter Denkmalschutz (Grade II).